# José Manuel Borgoño
José Manuel Borgoño Núñez y Silva (Petorca, 1792–29 de marzo de 1848) fue un militar chileno que ocupó en dos ocasiones el ministerio de guerra.

## Vida
Hijo de Francisco Antonio Borgoño Encuentros y de Carmen Núñez Silva. Se casó en 1815 con Mercedes Vergara y Donoso (viuda de José Manuel Donoso y Arcaya).
Marchó a Concepción como cadete en 1804, sirviendo en el ejército un corto tiempo, regresando a Santiago para estudiar matemáticas. Regresó al ejército en 1812 en pleno proceso de independencia, siendo destinado al sur para servir como ingeniero militar. En 1813 fue ascendido a teniente de caballería, y posteriormente jefe de la artillería de Valparaíso. Se encontraría mandando la artillería en el desastre de Rancagua.
Durante la Reconquista, se mantuvo en Chile en la clandestinidad. Después de la batalla de Chacabuco, fue llamado por el nuevo gobierno a encargarse de la artillería de Santiago.
Batalló en Cancha Rayada y en Maipú. Participó en la organización de la artillería de la Expedición Libertadora del Perú, participando activamente de esta expedición. 
Al regresar a Chile, fue ascendido a general de brigada y emprendió algunas campañas en el sur para terminar con la banda de los hermanos Pincheira.
El general Francisco Antonio Pinto lo designó ministro de guerra, pero él se mantuvo alejado de los asuntos políticos. En 1838 fue enviado a España para celebrar el tratado de amistad y paz, que implicaba el reconocimiento de la independencia chilena. Nuevamente ministro de guerra en 1846. Borgoño falleció en el cargo el 29 de marzo de 1848.